# Université nationale subcarpatique Vassyl-Stefanyk
 (décembre 2015).
Si vous disposez d'ouvrages ou d'articles de référence ou si vous connaissez des sites web de qualité traitant du thème abordé ici, merci de compléter l'article en donnant les références utiles à sa vérifiabilité et en les liant à la section « Notes et références ».
L'université nationale subcarpatique Vassyl-Stefanyk, en ukrainien : Прикарпатський національний університет імені Василя Стефаника, est un établissement d’enseignement supérieur et une institution publique d’enseignement et de recherches, située dans l'oblast d'Ivano-Frankivsk en Ukraine. 

## Historique
Son histoire commence le 15 mars 1940 avec la fondation de l’Institut des professeurs de Stanislav qui, en 1950, se transforme en Institut pédagogique de Stanislav (en 1962 d’Ivano-Frankivsk). En 1971, à la suite d'une décision du Conseil des Ministres de la RSSU, l’institut se voit accorder le nom de Vassyl Stefanyk, l'écrivain ukrainien.

Le décret du président de l’Ukraine, daté du 26 août 1992, réorganise l’institut en université subcarpatique à laquelle, en janvier 2004, un arrêté ministériel attribue le statut d’Université nationale. Son nom nouveau lui était donné grâce au fait qu'elle est située en Subcarpatie, une région historique et ethnographique de l'Ukraine de l'Ouest.

## Composante
L’Université se présente comme un centre de formation et de recherches qui réunit huit instituts (Politologie-Histoire-Relations internationales, Art, Pédagogie, Tourisme, Sciences naturelles, Lettres, Droit, de Kolomya), six facultés (économie, langues étrangères, mathématiques et informatique, physique-technique, philosophie, sport), et aussi trois centres de formation consultative (à Kalouch, oblast d'Ivano-Frankivsk ; Tchortkiv, oblast de Ternopil ; Rakhiv, oblast de Transcarpatie), le Centre de formation pré-universitaire et du troisième cycle, le Centre d'informatique, le Centre de gestion, de contrôle et d'études à distance et le Jardin des plantes1 collège[Quoi ?] à Ivano-Frankivsk, trois instituts de recherche et onze centres de recherches scientifiques. 

## Éditions scientifiques
- Éditions scientifiques de l'université subcarpatique Vassyl-Stefanyk (en anglais)
- Journal of Vassyl Stefanyk Precarpathian National University
- École de montagnes des Carpates ukrainiennes
- La physique et la chimie des solides
- Carpathian Mathematical Publications
- Bulletin de l'université subcarpatique. Série « L'éducation physique »
- Modélisation de l’économie régionale
- Recueil des ouvrages scientifiques : philosophie, sociologie, psychologie
- Problèmes actuels de la législation en vigueur de l’Ukraine
- Bulletin de l'université subcarpatique. Sciences politiques
- Bulletin. Série Arts
- Bulletin. Série Histoire
- Bulletin. Série Biologie
- Espace scientifique de l'Ukraine
- Galitchina
- Revue scientifique « Carpates : homme, éthnos, civilisation »

## Recteurs
- 2012 – Ihor Tsependa
- 2005-2012 – Bohdan Ostafiytchouk
- 1986-2004 – Vitaliy Kononenko
- 1982-1986 – Ivan Koutcherouk
- 1980-1982 – Ivan Vasuta
- 1967-1980 – Oleksandr Oustenko
- 1957-1967 – Vassyl Kravets
- 1956-1957 – Ivan Chevtchenko
- 1953-1956 – Hrygoriy Hretchoukh
- 1950-1953 – Kostyantyn Chvetsov
- 1949-1950 – Victor Bouyalo
- 1945-1949 – Trokhym Bozhko
- 1940-1941 – Fedir Plotnytskyy